# تشيردتشاي أودومبايتشيكول
تشيردتشاي أودومبايتشيكول (بالتايلندية: เชิดชัย อุดมไพจิตรกุล) (مواليد 16 ديسمبر 1941) هو ملاكم تايلاندي، مثّل بلاده في الألعاب الأولمبية الصيفية في دورتي 1964 و1968.

## روابط خارجية
تشيردتشاي أودومبايتشيكول على موقع أوليمبيديا (الإنجليزية)